# Scialla!
Pour plus de détails, voir Fiche technique et Distribution.
Scialla! (Scialla! — Stai sereno) est un film italien réalisé par Francesco Bruni, sorti en 2011.
Le film met en vedette Fabrizio Bentivoglio, Barbara Bobulova et Filippo Scicchitano pour ses débuts au cinéma. Les acteurs Vinicio Marchioni (it) et Giuseppe Guarino y participent aussi.
Après avoir participé à la Mostra de Venise le 2 septembre 2011, au Festival du film italien d'Annecy le 28 septembre et au Festival international du film de Pusan, en Corée du Sud, le 11 octobre, le film est sorti en salle le 18 novembre 2011 en Italie avant d'être projeté aux Rencontres du cinéma italien à Toulouse en décembre 2011.
Scialla! est le film italien qui a remporté le plus de prix en 2011.

## Synopsis

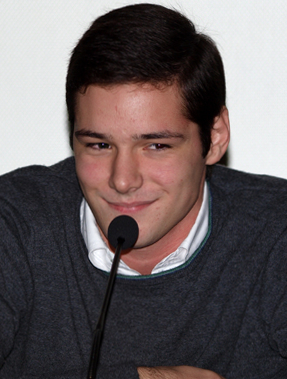
À ses débuts, Filippo Scicchitano interprète Luca

Luca est un garçon de 15 ans qui vit avec sa mère et fréquente un « lycée » à contre-cœur. Bruno, son répétiteur quinquagénaire, est un ancien professeur qui, ayant renoncé à la profession d'écrivain, écrit sur commande des biographies de personnes célèbres. Il est en train d'écrire celle d'une ancienne star slovaque du porno. La mère de Luca, qui s'apprête à partir quelques mois en Afrique, décide de lui confier son fils. Avant de partir, elle rencontre Bruno et lui révèle qu'il est le père de Luca, mais lui recommande de ne pas le lui dire. Dans les premiers jours de cohabitation avec Luca, Bruno, ébranlé par la nouvelle, se montre distant et je-m'en-foutiste à l'égard de son fils jusqu'à ce qu'il rencontre l'enseignante Di Biagio, qui l'avertit du redoublement possible et de la mauvaise conduite de Luca. Bruno commence alors à prendre à cœur la réussite de Luca et l'oblige à étudier au moins trois heures par jour et l'emmène à l'école tous les matins pour que son fils ne sèche pas les cours du matin. Mais à cause des disputes continuelles avec Bruno, Luca a des ennuis avec le Poète qui le recherche dans toute la ville de Rome, jusqu'à ce qu'il soit sauvé des criminels grâce à la profession de Bruno, qui lui a avoué être son père.

## Fiche technique
- Titre français : Scialla!
- Titre original : Scialla! — Stai sereno
- Réalisation : Francesco Bruni
- Sujet : Francesco Bruni, Gianbattista Avellini
- Scénario : Francesco Bruni
- Musicien : The Ceasars (it) et Amir Issaa
- Thème musical : The Ceasars (en)
- Mise en scène : Roberto De Angelis
- Costumes : Cristina La Parola
- Producteur : Beppe Caschetto
- Chef de production : Rita Rognoni
- Maisons de production : IBC Movie et Rai Cinema
- Distribution en Italie : 01 Distribution
- Dates de sortie :
  - Italie : 18 novembre 2011
  - France : 13 février 2013[3].

## Distribution
- Fabrizio Bentivoglio : Bruno
- Filippo Scicchitano : Luca
- Barbora Bobulova : Tina
- Vinicio Marchioni (it) : le Poète
- Giuseppe Guarino : Carmelo
- Prince Manujibeya : Prince
- Arianna Scommegna : Marina
- Giacomo Ceccarelli : Valerio
- Raffaella Lebboroni : l'enseignante Di Biagio

## Bande originale
La bande originale du film est signée par Amir Issaa et Caesar Productions/The CΞΛSΛЯS (Ceasar-PStarr-Rigon) et a remporté le Premio Cinema Giovane 2012.
Le vidéoclip officiel, qu'a réalisé Gianluca Catania et qui a remporté le  Premio Roma Videoclip 2012, a été traduit par les élèves de 1re Esabac du lycée Suger à Saint Denis dans le cadre du festival TERRA DI CINEMA 2012 de Tremblay.
Les douze titres ont été publiés par EMI Music Publishing Italy.
| Liste des titres | Liste des titres            | Liste des titres   | Liste des titres | Liste des titres | Liste des titres | Liste des titres | Liste des titres | Liste des titres | Liste des titres |
| No               | Titre                       | Auteur(s)          | Durée            |                  |                  |                  |                  |                  |                  |
| ---------------- | --------------------------- | ------------------ | ---------------- | ---------------- | ---------------- | ---------------- | ---------------- | ---------------- | ---------------- |
| 1.               | Le onde                     | FRancesco Rigon    | 4:51             |                  |                  |                  |                  |                  |                  |
| 2.               | La parte del figlio         | Amir               | 3:18             |                  |                  |                  |                  |                  |                  |
| 3.               | Scialla                     | Amir               | 4:32             |                  |                  |                  |                  |                  |                  |
| 4.               | Mr. Slide                   | FRancesco Rigon    | 2:50             |                  |                  |                  |                  |                  |                  |
| 5.               | Questa è Roma               | Amir               | 4:09             |                  |                  |                  |                  |                  |                  |
| 6.               | Pool party                  | Ceasar & PStarr    | 4:09             |                  |                  |                  |                  |                  |                  |
| 7.               | Macchina gialla             | Ceasar Productions | 3:01             |                  |                  |                  |                  |                  |                  |
| 8.               | La strada parla             | Amir               | 4:11             |                  |                  |                  |                  |                  |                  |
| 9.               | Discoteque                  | Ceasar & PStarr    | 2:30             |                  |                  |                  |                  |                  |                  |
| 10.              | Scialla variazioni sul tema | Ceasar & PStarr    | 2:08             |                  |                  |                  |                  |                  |                  |
| 11.              | Il gatto e la pioggia       | FRancesco Rigon    | 2:19             |                  |                  |                  |                  |                  |                  |
| 12.              | Le ali per volare           | Amir               | 3:37             |                  |                  |                  |                  |                  |                  |
| 39:75            |                             |                    |                  |                  |                  |                  |                  |                  |                  |

## Reconnaissances
À la Mostra de Venise de 2011, le film remporte le prix du meilleur film dans la section Controcampo italiano, consacrée au cinéma italien, et le prix Vittorio Veneto Film Festival décerné par le jury jeunesse du festival homonyme, qui se composait de 20 jeunes provenant des provinces de Trévise (Vittorio Veneto et Conegliano) et de Belluno. Il obtient aussi l'Amilcar du public au Festival du film italien de Villerupt la même année.
En 2012, Francesco Bruni a gagné le David du meilleur réalisateur débutant et le David jeunes pour ce film après que ce dernier fut désigné par les 1 751 membres du jury de l'Accademia del Cinema Italiano comme candidat à cinq des prix David di Donatello de l'année :
- Nomination de Francesco Bruni pour le David du meilleur réalisateur débutant ;
- Nomination de Francesco Bruni pour le David du meilleur scénario ;
- Nomination de Fabrizio Bentivoglio pour le David du meilleur acteur ;
- Nomination de Barbora Bobulova pour le David de la meilleure actrice dans un second rôle ;
- Nomination d'Amir Issaa et de Caesar Productions/The CΞΛSΛЯS (Ceasar-PStarr-Rigon) pour le David de la meilleure chanson originale (it) (Scialla!).